# Jacy Jayne
Taylor Grado, née le 2 juin 1996 à Tampa en Floride, est une catcheuse (lutteuse professionnelle) américaine. Elle travaille actuellement à la World Wrestling Entertainment, dans la division NXT, sous le nom de Jacy Jayne, où elle est l'actuelle championne de NXT et championne du monde Knockouts de la TNA.

## Carrière de catcheuse

### Circuit Indépendant (2018-2020)
Elle commence sa carrière dans le catch indépendant sous le nom de Avery Taylor.

### World Wrestling Entertainment (2021-...)
Le 24 février 2021, elle signe officiellement à la World Wrestling Entertainment.

#### Débuts àNXT, Toxic Attraction et double championne par équipes deNXTavec Gigi Dolin (2021-2023)
Le 20 juillet à WWE NXT, elle fait ses débuts dans le show jaune, dispute son premier match, mais perd face à Frankie Monet. Le 24 août à NXT, elle effectue un Heel Turn, s'allie avec Mandy Rose et Gigi Dolin et les trois catcheuses forment un clan appelé Toxic Attraction.
Le 26 octobre à NXT: Halloween Havoc, sa seconde partenaire et elle deviennent les nouvelles championnes par équipes de NXT en battant Io Shirai et Zoey Stark, Indi Hartwell et Persia Pirotta dans un Triple Threat Scareway to Hell Ladder match et remportent les titres pour la première fois de leurs carrières. Le 5 décembre à NXT TakeOver: WarGames, Dakota Kai, ses partenaires et elle perdent face à Cora Jade, Io Shirai, Raquel González et Kay Lee Ray dans son tout premier Women's WarGames match.
Le 2 avril 2022 à NXT TakeOver: Stand & Deliver, Gigi Dolin et elle ne conservent pas leurs ceintures, battues par Dakota Kai et Raquel González. 3 soirs plus tard à NXT 2.0, elles redeviennent championnes par équipes de NXT, pour la seconde fois, en prenant leur revanche sur leurs mêmes adversaires. Le 4 juin à NXT TakeOver: In Your House, elles conservent leurs titres en battant Katana Chance et Kayden Carter. 
Le 8 juillet à NXT: The Great American Bash, elles ne conservent pas leurs ceintures, battues par Cora Jade et Roxanne Perez. 5 jours plus tard, la leader du clan est licenciée par la compagnie pour photos indécentes postées sur le réseau social Fantime, ce qui fait que les deux catcheuses représentent désormais le clan.
Le 4 février 2023 à NXT Vengeance Day, elles ne remportent pas le titre féminin de NXT, battues par Roxanne Perez dans un Triple Threat match. 3 soirs plus tard à NXT, elle met officiellement fin à son duo avec Gigi Dolin, car pendant l'émission Ding Dong, Hello! de Bayley, elle attaque son ancienne équipière et provoque le Face Turn de cette dernière.

#### Chase U, Fatal Influence et championne deNXT(2024-...)
Le 30 janvier 2024 à NXT, elle effectue un Face Turn et rejoint officiellement Chase U, car elle propose de créer un calendrier des femmes de l'école pour sauver le clan d'Andre Chase de la crise financière, fait entrer des modèles et affirme que les ventes auront lieu à NXT Vengeance Day,. Le 19 mars à NXT, pendant le Heritage Rules match entre Drew Gulak et Riley Osborne pour le championnat Heritage Cup de NXT, elle effectue un Heel Turn, car Thea Hail et elle distraient les deux catcheurs, permettent à Jazmyn Nyx de faire tomber le membre de Chase U et au champion de conserver sa coupe. 
Le 6 avril à NXT Stand & Deliver, Izzi Dame, Kiana James et elle perdent face à Kelani Jordan, Fallon Henley et Thea Hail dans un 6-Women Tag Team match. Le 30 avril à NXT Spring Breakin', elle perd face à Thea Hail par soumission. Après le combat, Fallon Henley effectue un Heel Turn, car attaque la seconde catcheuse dans le dos.
Le 7 juillet à NXT Heatwave, Jazmyn Nyx et elle perdent face à Karmen Petrovic et Ariana Grace. 2 soirs plus tard à NXT, elles font perdre Fallon Henley face à Sol Ruca par disqualification, car elles attaquent l'adversaire de la première catcheuse, puis les trois célèbrent ensemble, s'allient officiellement et forment un clan appelé The Fatal Influence.
Le 27 octobre à NXT: Halloween Havoc, elle ne remporte pas le titre Nord-Américain féminin de NXT, battue par sa nouvelle équipière dans un Gauntlet match (éliminée par Kelani Jordan).
Le 19 avril 2025 à NXT Stand & Deliver, Fallon Henley et elle ne deviennent pas aspirantes no 1 aux ceintures féminines par équipes, battu par Chemical X ((Tatum Paxley et Gigi Dolin) dans un Fatal 4-Way Tag Team match qui inclut également Meta-Four (Lash Legend et Jakara Jackson), Roxanne Perez et Cora Jade. Le 27 mai à NXT, avec l'aide de ses équipières, elle devient la nouvelle championne de NXT en battant Stephanie Vaquer, remporte le titre pour la première fois de sa carrière et son premier titre personnel.
Le 13 juillet à Evolution, elle conserve son titre en battant Jordynne Grace avec l'aide de Blake Monroe qui effectue un Heel Turn, car frappe son adversaire avec la ceinture et se range de son côté.
Le 20 juillet à  TNA Slammiversary, elle devient double championne en remportant le titre féminin de la TNA aux dépens de Masha Slamovich.

## Palmarès
- World Xtreme Wrestling
  - 1 fois WXW Women's Champion

- Impact Wrestling
  - 1 fois Impact Knockout Champion (actuelle )
- World Wrestling Entertainment
  - 2 fois championne par équipes de la  NXT — avec Gigi Dolin
  - 1 fois championne de la NXT (actuelle)

## Récompenses des magazines
- Pro Wrestling Illustrated

| Année | 2022 |
| ----- | ---- |
| Rang  | 49   |